# Parafia Macierzyństwa Najświętszej Maryi Panny w Dziekanowicach
Parafia Macierzyństwa Najświętszej Maryi Panny w Dziekanowicach – parafia rzymskokatolicka, terytorialnie należąca do archidiecezji krakowskiej, do dekanatu Dobczyce. W parafii posługują księża diecezjalni. Od lipca 2019 funkcję proboszcza w parafii sprawuje ksiądz kanonik Grzegorz Kubik. 